# Pam Hogg
Pam Hogg,Paisley, Skottland är en skotsk modedesigner. Hon lanserade sin första modekollektion 1981. Hogg har skapat kläder för sådana som Ian Astbury från The Cult, Paula Yates, Marie Helvin, Siouxsie Sioux och Debbie Harry från Blondie.
Efter sina studier i konst framställde hon tryckta textilier vid Glasgow School of Art, vann Newbury Medal of Distinction, Frank Warner Memorial Medal, Leverhulme Scholarship och Royal Society of Arts Bursary, och fortsatte sedan att studera vid Royal College of Art i London, där hon tog sin Master of Arts-examen.
Eftersom hon var intresserad av musik gick hon med i sitt första band Rubbish i slutet av sjuttiotalet och stödde regelbundet The Pogues i deras första början.

## Modekarriär
Pam Hogg lanserade sin första modekollektion 1981, medan hon fortfarande bara var i 20-årsåldern. Hon var, tillsammans med Bodymap, en i den nya våg av designers som växte fram i början av 1980-talet i London. Hogg sålde först sin design på Hyper Hyper på Kensington Market och senare från sin egen butik i Londons West End och vägrade alltid att "sälja ut" till den vanliga modeindustrin. Hennes samlingar hade namn som Psychedelic Jungle (1981), Warrior Queen (1989), Best Dressed Chicken in Town, And God Created Woman och Wild Wild Women of the West.
Hon hade en mindre hit med Storbritanniens första acid house-band, The Garden of Eden, med Kiss FM DJ Steve Jackson, sångaren Angela McCluskey och skivproducenten Mark Tinley.
Hennes separatutställning på Kelvingrove Art Gallery and Museum 1990, var den första modedesignutställningen som hölls där och det var välbesökt. 1991 introducerade Terry Wogan henne i sitt TV-program som "en av de mest originella, uppfinningsrika, kreativa formgivarna i Storbritannien" och tillade: "Hon har nått vad som kallas Kultstatus".
Samma år bekräftade ett kort framträdande på scen i Nashville med industribandet Pigface hennes kärlek till att uppträda, vilket resulterade i att hon började skriva musik på heltid.
1993 bildade hon det nya bandet Doll på fem dagar, och 1994, och med bandet fast etablerat, öppnade hon för postpunkbandet The Raincoats.
Mellan 1999 och 2001 resulterade hennes fortsatta kärlek till att designa och tillverka kläder i två catwalkkollektioner och hennes första modefilm Accelerator med Anita Pallenberg, Bobby Gillespie och Patti Palladin i huvudrollerna. Hon fick också roller från Daryl Hannah, David Soul och Primal Scream mot slutet av 2002, efter att ha upptäckt en latent talang för manusskrivande och regi.
2003 blev Hogg kontaktad av Jarvis Cockers samarbetspartner Jason Buckle för att bilda ett "Cramps like band" som skulle bli känt som Hoggdoll. Hon skrev och spelade in 6 spår på lika många veckor och byggde upp ett hemligt följe över hela världen. Hennes oväntat ömma låt Honeyland vidrörde en nerv och dök så småningom upp på det Berlinbaserade Art Riot-bandet Chicks on Speeds samlingsalbum Girlmonster 2006.
Inspirerad av Siouxsie Siouxs japanska koncept designade hon kostymerna för sin 2004 års världsturné Dreamshow.
År 2006 bjöd den spanske curatorn Xavier Arakistain in Pam att ställa ut i den resande konstutställningen "Switch on the Power" tillsammans med Yoko Ono, Leigh Bowery, Andy Warhol och Kraftwerk.
Detta gjorde det möjligt för henne att återvända till videomediet, producera och regissera två reklamfilmer med hennes kläder och musik. Hon kastade en mängd vänner inklusive Siouxsie Sioux och Alison Mosshart från Kills för att dyka upp tillsammans med henne i de nya tvillingkollektionerna inspirerade av glänsande metaller och reflekterande ytor. De resulterande videorna Opal Eyes och Electricman sågs av en helt ny oväntad publik via YouTube och Myspace såväl som själva utställningen. Denna direkta åtkomst och exponering återskapade ett nyfunnet intresse för Hoggs arbete och sköt tillbaka kattdräkten in i rampljuset, vilket resulterade i mediauppmärksamhet från tidningar, inklusive 
2007 dök Kylie Minogue upp i Hoggs kattdräkt med svart metallnät i Hoggs Hearts-video, och Siouxsie Sioux bar många distinkta Pam Hogg-kattdräkter under sin turné 2008 och i sitt framträdande på Later med Jools Holland. Under showen intervjuades Pam och meddelade att hon snart skulle återvända till mode. I oktober 2008 var den prestigefyllda modebutiken Browns i South Molton i London först med att föra den nya Hogg-Couture-kollektionen. Hoggs ombads vidare att klä deras fönster för Halloween, en ära som sällan ges till en designer.
I april 2013 belönades Hogg under "Britweek", för sina prestationer. I Los Angeles fick Hogg en modevisning, och bland modellerna fanns Lady Victoria Hervey. Showen, kallad Opfashart var en del av en konstinstallation, bestående av brittiska konstnärer från Los Angeles och London. Där fanns artisterna Duggie Fields och The Head of BAFTA, i Los Angeles, Nigel Daly, med konstnären och författaren Amanda Eliasch som värd, med Lisa Zane som sjöng opera med Charles Eliasch. I oktober samma år vann hon utmärkelsen The Creative Excellence från The Scottish Council.
En utställning 2014 på Victoria and Albert Museum, med Hoggs klänningar designade för Lady Mary Charteris visades.
Hoggs kollektioner har sedan dess burits av en helt ny generation av kändisar inklusive Lady Gaga, Jessie J, Kelly Rowland, Tyra Banks, Alice Dellal, Jamie Winstone, Björk, Rihanna, Daisy Lowe, Lily Allen, Peaches Geldof, Naomi Campbell och Claudia Schiffer. I februari 2011 bar Kate Moss, dagen efter London Fashion Week, en Hogg-klänning i svart läder till NME Awards  samma natt som Alison Mosshart, klädd i en Pam Hogg-päls, tog hem priset för Hottest Woman, "Toni and Guy".
Hogg designade priserna till 2016 års Brit Awards.